# Чёрный Гром
Чёрный Гром (англ. Black Bolt), настоящее имя — Блэкага́р Болтаго́н (англ. Blackagar Boltagon) — персонаж из комиксов, издаваемых Marvel Comics, король Нелюдей, муж Медузы, один из членов Иллюминатов.

## История публикации
Чёрный Гром был создан Стэном Ли и Джеком Кирби и впервые появился в Fantastic Four #45 (декабрь 1965). Он и его народ Нелюди позже получили несколько собственных серий, таких как The Inhumans (1975), Inhumans (1998), Silent War (2007), Secret Invasion: Inhumans (2008) и War Of Kings (2009). В рамках Marvel NOW!, ознаменовавшей перезапуск нескольких классических серий, Чёрный Гром вновь присоединился к Иллюминатам. В 2017 году Чёрный Гром получил собственную сольную серию, написанную Саладином Ахмедом и проиллюстрированную Кристианом Джеймсом Уордом.

## Биография

### Рождение и становление
Блэкагар Болтагон родился в семье двух высших генетиков Аттилана, Агона, главы правящего Совета Генетики, и Ринды, директора Предродового Центра. Подвергнутый воздействию Терригенового Тумана ещё будучи эмбрионом, Блэкагар родился со странными силами, превосходящими среднего Нелюдя. Будучи младенцем, он продемонстрировал определённую силу манипулирования энергией, которую он не мог контролировать, в частности, производство квази-звуковой энергии с большим разрушительным потенциалом. Для защиты других Нелюдей он был помещён в звукоизоляционную камеру, где был обучен тому, как контролировать свои силы, и в девятнадцать лет ему было позволено выйти в общество.
Через месяц после освобождения, Чёрный Гром обнаружил, что его младший брат Максимус заключил договор с эмиссарами Крии. Пытаясь остановить корабль Крии, он использовал силу своего квази-звукового голоса и сбил корабль. Корабль упал на здание парламента, убив несколько ключевых членов Совета Генетики, включая его родителей. Отзвуки от крика Чёрного Грома повредили здравомыслие Максимуса и подавили его зарождающиеся умственные способности. Несмотря на свою вину и тихие протесты, Чёрный Гром был обязан принять мантию руководства Нелюдей в двадцать лет.

### Борьба с Максимусом
Первый кризис во время правления Чёрного Грома случился, когда его кузен Тритон был пленён людьми. Уже после его спасения, узнав о столкновении Тритона с людьми, Чёрный Гром решил, что Аттилан был в опасности быть обнаруженным человечеством. Чёрный Гром разведал возможные места, в которые возможно переехать и выбрал отдалённые Гималайские горы. После большого переезда Чёрный Гром стоял перед его вторым большим кризисом, когда теперь его безумный брат Максимус выпустил Тритона и троих из рабочих дронов Нелюдей, которые были преобразованы в энергетические существа. Тритон позволил Максимусу совершить переворот, установить свою власть над Нелюдьми, и выслать Чёрного Грома и других членов Королевской семьи в изгнание.
В течение следующих нескольких лет Чёрный Гром и его родственники блуждали по Азии, Европе и, наконец, по Америке, в поисках Медузы, помощницы Чёрного Грома, которая была отдалена от других во время сражения с Тритоном. В конечном счёте Блакагар был воссоединён с Медузой, когда Горгон нашёл её в компании Фантастической четвёрки. После битвы с Четвёркой Чёрный Гром возвратился в Аттилан. Чёрный Гром пришёл к своему брату, который взял корону Нелюдей, и объявил себя новым правителем и будущим мужем Медузы. Но Чёрный Гром не был удивлен его демонстрацией власти и вырвал корону от его рук, снова заняв место правителя.
Позже Аттилан был перенесён на тёмную сторону Луны после того, как Мистер Фантастик поставил диагноз, что загрязнение является источником чумы среди Нелюдей.
Чёрный Гром провёл Нелюдей через несколько самых бурных этапов в их истории, в том числе ещё несколько новых попыток Максимуса узурпировать трон, восстания среди рабочих классов, нападения человеческих отщепенцев, похищение Медузы, разрушение и восстановление Аттилана, открытие существования Нелюдей для человечества, и ещё несколько переселений из Аттилана. После традиционно длительного периода обручения Чёрный Гром и Медуза поженились.

### Тихая война
В сюжетной линии Silent War Ртуть украл у Нелюдей Кристаллы Терригена. Чёрный Гром предупреждает о дальнейших актах агрессии против человечества если им не вернут похищенные кристаллы, и в конечном итоге отправляет на Землю свою армию, возглавляемую Горгоном. Но эта армия была захвачена, и Чёрный Гром принимает решение лично возглавить команду, чтобы спасти своих подданных и получить кристаллы. Миссия завершается успешно.

### Иллюминаты, Гражданская война и Мировая война Халка
Чёрный Гром вместе с руководителем Мстителей Железным человеком, лидером Фантастической Четвёрки Мистером Фантастиком, наставником Людей Икс Профессором Иксом, Верховным магом Доктором Стрэнджем и королём Атлантиды Нэмором объединился в команду, названную Иллюминаты, которая собиралась, чтобы обсудить различные глобальные проблемы, такие как Война Крии и Скруллов, Халка и предстоящий Акт о регистрации суперлюдей.
Во время Гражданской войны, Чёрный Гром оставался нейтральным в конфликте, но также отверг Акт о регистрации суперлюдей, решив не связываться с проблемами героев.
Чёрный Гром и остальные Иллюминаты решили отправить Халка в космос, таким образом, чтобы он не мог больше причинить вред на Земле. Однако, когда вскоре после Гражданской войны Халк вернулся на Землю, он победил Чёрного Грома в бою и захватил его. После того как все Иллюминаты были взяты в плен (за исключением Профессора Икс и Нэмора, которые отсутствовали при его отправке в космос), он заставил их всех бороться за свою жизнь и друг против друга.

### Секретное вторжение
Когда Иллюминаты были собраны, чтобы обсудить недавнее открытие того, что Скрулл выдавала себя за супергероиню Электру во время Тайного вторжения Скруллов, Чёрный Гром вдруг заговорил. Оказалось, что Чёрный Гром также был замаскированным Скруллом. Скрулл вступил в битву с Иллюминатами, показывая, что он имеет способности всех Иллюминатов, но позже убит Нэмором. Было установлено, что Скрулл заменял Чёрного Грома после Тихой войны. После этого события Иллюминаты распались, так как поняли, что больше не могут доверять друг другу.
Чёрный Гром находился в плену у Скруллов на их корабле. Скруллы планировали использовать его крик, как смертельное оружие Империи Скруллов. В это время Аттилан подвергается нападению лазутчиков и Супер-Скруллов, в результате чего начинается бой внутри города. Чёрный Гром был в конечном счёте спасён Медузой и остальными членами Королевской семьи.
Затем он начал агрессивное противодействие Скруллам. Он уничтожил корабли Скруллов, которые пытались бежать, а также корабли Империи Ши'ар, пытающиеся их перехватить. Когда он нарушил территорию обороны Крии, чтобы выполнить цели, Крии подумали, что Нелюди возвращались для того, чтобы отомстить за то, что Крии сделали их много лет назад. Вместо этого, Чёрный Гром принуждает Ронана, лидера Крии, принести ему в залог верность. Когда император Ши’ар Вулкан, узнал о том, что Нелюди сделали с кораблями Ши’ар, он сказал, что эта атака Нелюдей была «вторжением».

### Война королей
После Тайного вторжения Чёрный Гром и Нелюди покидают Землю чтобы выполнить свою судьбу — лидерство над Империей Крии. Для того, чтобы получить признание народа, был устроен брак между представительницей Нелюдей Кристалл и Ронаном, государственным обвинителем Крии.
Между тем императрица Ши’Ар Лиландра была свергнута безумным мутантом Вулканом, братом Циклопа и Хавока. Вулкан стал жестоко управлять империей и начал кампанию по завоеванию Вселенной, напав на Нелюдей и Крии во время свадьбы Кристалл и Ронана. Во время этой атаки Императорская гвардия Ши’Ар нанесла большой удар и похитила скрывающуюся бывшую императрицу Лиландру. Это нападение начало войну Ши’Ар-Крии, так же известную, как Война Королей.
Вулкан начал использовать своё устройство, которое способно на огромное количество смертей и разрушений. Нелюди в ответ посылают своё новое оружие — Поющих Стражников — и уничтожают весь флот Ши’Ар. В то же время, Нелюди разработала план, по которому Звёздные рейдеры спасут Лиландру и вернут ей контроль над Ши’ар, свергнув Вулкана, чтобы снизить кровопролитие и закончить войну. Звёздным Рейдерам помогли Защитники Галактики, и к счастью для них Гладиатор изменил свою позицию и перешёл на сторону Лиландры. Они попытались снова привести её на трон, но Вулкан воспользовался помощью Талона из Братства Рапторов, который убил Лиландру. Это вызвало массовые беспорядки и гражданскую войну в Империи Ши’Ар.
Когда планы Нелюдей провалились, они решили использовать свой резервный план — устройство, известное как Т-Бомба, которая подвергнет ШиАр воздействию Терригенового Тумана, сделав её население такими же Нелюдьми. Чёрный Гром выразил надежду, что это может остановить войну, так как они будут такими же, и не будет разногласий, которые вызвали войну.
Вопреки воле Кристалл и Ронана, бомба была запущена. Она была перехвачена Вулканом, и на борту корабля состоялась война королей: Чёрного Грома и Вулкана. Казалось, что Чёрный Гром убил Вулкана, но когда Кристалл и Локджо прибыли на корабль и попытались увезти с корабля Чёрного Грома, Вулкан, переживший нападение короля Нелюдей, напал на него. В итоге бомба сработала и, как считалось ранее, убила Чёрного Грома и Вулкана. Ши’Ар безоговорочно капитулировала, оставив Нелюдей во главе Империй Крии и Ши’ар с Медузой в качестве королевы.

### Фонд будущего
Как выясняется позже, Чёрный Гром не погиб. После взрыва Т-Бомбы образуется разлом, в который его засасывает. Через некоторое время после этого он приходит в себя и возвращается в Аттилан с помощью Локджо.

## Силы и способности
Главной отличительной особенностью Чёрного Грома является возможность создания большой разрушительной гиперзвуковой силы через собственный голос, и даже самый тихий звук его голоса способен выпустить эту силу. Таким образом, герой по большей части молчит. Этот «квази-звуковой» крик питается от энергии электронов, которые Чёрный Гром втягивает из окружающей среды. При максимальном уровне равен силе, способной разрушить планету. В одном из комиксов, в альтернативной вселенной было показано что в полной силе он может расшатать целую галактику или вселенную.
Другие возможности использования энергии электронов включают: электронные взрывы энергии, полёт, сверхчеловеческая сила, повышенная прочность, возможность к выживанию в космосе и способность анализировать и управлять материей. А также может пользоваться слабой телепатией который защищает его от сил Максимуса и помогает общаться с Медузой не открывая рта.
Вилообразная антенна, которую Блакагар с детства носит на лбу, даёт ему возможность направить свои силы в правильном направлении и делает их менее разрушительными.
Из-за страха того, что он заговорит во сне, Чёрный Гром практикует особую форму медитации, которая также помогает ему повысить свои способности.

## Альтернативные версии

### Век Апокалипсиса
В этом кроссовере 1995 года Чёрный Гром и королевская семья Нелюдей были убиты Максимусом, выступающим как Смерть, Всадник Апокалипсиса. Позже Максимус создал их клонов, которые стали его телохранителями. Чёрный Гром своим голосом убивает Саблезубого и Блинк, а также случайно телепортировавшегося в это место Ночного Змея. Вероятно, что он погиб, когда Солнечный огонь уничтожил корабль Апокалипсиса.

### Земля Икс
В этой реальности (Земля-997) Чёрный Гром освобождает Терригеновые Туманы в атмосферу Земли, предоставляя силы всему человечеству. Позже он появляется снова и возглавляет группу умерших героев в попытках спасти человечество.

### Возвращение героев
В сюжетной линии Heroes Reborn (1996—1997 годы) Чёрный Гром и Нелюди поклонялись статуям Галактуса и его вестникам.

### Дом М
В сюжетной линии House of M (2005 год) Чёрный Гром и Нелюди появляются как помощники Чёрной пантеры. Т’Чалла говорит, что он сможет победить Апокалипсиса, что Чёрный Гром делает с помощью своего голоса. Так же он является союзником Магнето и погибает от бомб, сброшенных на Геношу.

### Marvel Зомби
В серии 2006 года Marvel Зомби Чёрный Гром первоначально появляется как один из выживших героев, но в итоге тоже превращается в зомби. Он появляется в ограниченной серии Marvel Zombies 3, образуя альянс с зомбированным Уилсоном Фиском. Он умеет говорить из-за того, что омертвление лишило его способностей. Чёрный Гром надеется, что Человек-машина, противодействующий Кингпину, убьёт их всех. Он желает своей смерти, но его голод очень велик, и он не в состоянии уничтожить себя сам.
В Marvel Zombies Return, когда оставшиеся зомби с Земли-2149 перебираются на Землю Z, Чёрный Гром этого измерения является зомбированным, однако он всё ещё может использовать свои силы.

### Мутанты Икс
В минисерии 1998 года Mutant X Чёрный Гром возглавляет команду Нелюдей и Вечных в бою против Потустороннего и Дракулы.

### Последняя история Фантастической Четвёрки
Чёрный Гром и Нелюди пытались уничтожить Судью, который намеревался завоевать Землю.

### Ultimate
В этой вселенной Чёрный Гром так же является лидером Нелюдей, имеет те же способности и ограничения, что и его двойник в классической вселенной. Он использует свои силы, чтобы уничтожить Аттилан, после того, как туда проникла Фантастическая Четвёрка.

### Нелюди 2099
В этой истории 2004 года, написанной Робертом Киркманом, которая происходит в будущем в альтернативном мире (Земля-2992), Нелюди оставляют Луну вынуждены жить на борту космического корабля после того, как был принят акт регистрации мутантов. После отъезда Чёрный Гром помещает себя и своих самых близких доверенных лиц (Медузу, Кристалл, Горгона, Карнака и Тритона) в криогенный застой, а в его отсутствие, его брат Максимус вступает во владение как лидер Нелюдей, живущих на борту космического корабля. В это время Максимус убивает доверенных лиц Чёрного Грома, находящихся во сне. Пятьдесят лет спустя Чёрный Гром выпущен из криогенного застоя и узнаёт, что Мэксимус убил его приближённых. Совершая возмездие, он нарушает свой обет молчания и разрушает корабль Нелюдей, убивая всех на его борту.

### Что если?
Чёрный Гром играет важную роль в истории Что если … инопланетный костюм захваченный Человеком-пауком, в которой Человек-паук был убит инопланетным костюмом, который приобрёл во время Секретных войн. После этого костюм пытается взять под контроль Тора и Халка. Собравшиеся герои заманили его в заброшенный район, где Чёрный Гром применяет свой голос для атаки симбиота, используя его слабость к звуковым вибрациям.

### Amalgam Comics
Викин-Чёрный Гром — комбинация персонажа DC Comics Викина Чёрного и Чёрного Грома — является членом команды супергероев Un-People во вселенной Amalgam Comics.

## Вне комиксов

Энсон Маунт в роли Чёрного Грома в телесериале «Сверхлюди»

### Кинематографическая вселенная Marvel
- Чёрный Гром стал одним из главных персонажей в телесериале «Сверхлюди» на канале ABC, который является частью кинематографической вселенной Marvel[27]. Его роль исполнил актёр Энсон Маунт[28]. Молодого Блэкагара Болтагона сыграл Лофтон Шоу[29]. По сюжету, во время мятежа Максимуса он переносится с Луны на Землю при помощи Локджо. Оказавшись на Гавайях он подвергается задержанию полицией и оказывается в тюрьме, откуда потом сбегает при помощи земного нелюдя со способностью плавить металл и садится в вертолёт к таинственному человеку, организовавшему его побег. Во время схватки с Оран и её отрядом воссоединяется с Медузой, которая позже уговаривает его не убивать Максимуса и устроить над ним суд. Возвращается на Луну вместе со всей королевской семьёй и собирается убить Маскимуса, но тот говорит ему, что если его убить, защитный купол Аттилана разрушится. После сбоев в работе купола и эвакуации большинства Нелюдей с Луны на Землю Чёрный Гром запирает Максимуса в бункере, прощается с ним при помощи своего голоса, зная что бункер выдержит его силу. Затем он успевает покинуть Аттилан с помощью Элдрака прежде чем защитный купол полностью исчез.
- Маунт повторил роль Чёрного Грома в фильме «Доктор Стрэндж: В мультивселенной безумия» 2022 года, сыграв альтернативную версию персонажа[30].

### Мультсериалы
- Чёрный Гром появился вместе с другими Нелюдьми в мультсериале «Фантастическая четвёрка» 1978 года. Однако был показан всего на несколько секунд пролетающим над Аттиланом. Роль лидера Нелюдей здесь исполнила его жена Медуза.
- Позже Чёрный Гром появлялся в следующем «Фантастическая четвёрка» 1994 года, где его участие было уже полноценным. Здесь он, как и в комиксах, являлся королём Нелюдей и возглавил команду, отправившуюся на поиски Медузы, которая сбежала из Аттилана, находясь под воздействием Максимуса. При первом своём появлении он вступил в битву с Фантастической Четвёркой, но позже объединился с ней против своего злого брата Максимуса. Он позволил супергероям выйти из Аттилана прежде чем его накроет отрицательный барьер, созданный Максимусом. Во время блокады под отрицательным барьером активно пытался найти способ разрушить его, так же занимался поисками оставшегося воздуха. В итоге разрушил барьер силой своего голоса, но уничтожил вместе с ним и сам Аттилан.
- Чёрный Гром появляется в мультсериале «Халк и агенты У.Д.А.Р.», где его озвучивает Клэнси Браун.
- Чёрный Гром появляется в третьем сезоне мультсериала «Совершенный Человек-паук», где его озвучивает Фред Таташор.
- Чёрный Гром появляется в мультсериале «Стражи Галактики».
- Черный Гром появляется в мультсериале «Команда Мстители: Революция Альтрона».

### Полнометражные мультфильмы
- В полнометражном мультфильме «Планета Халка» Чёрный Гром появляестя в качестве камео как член Иллюминатов вместе с Железным человеком, Мистером Фантастикой и Доктором Стрэнджем.

### Видеоигры
- Чёрный Гром является неигровым персонажем в игре Marvel: Ultimate Alliance.
- Он появляется в игре Marvel: Avengers Alliance. Его можно выиграть во время SpecOps.
- Является одним из второстепенных игровых персонажей игры Lego Marvel Super Heroes.
- Является игровым персонажем в игре Marvel: Contest of Champions на Android и iOS.
- Является игровым персонажем в игре Marvel: Future Fight.
- Является игровым персонажем в игре Marvel Strike Force.
- Является игровым персонажем в игре Marvel Puzzle Quest на android и ios, а также в Steam.
- Является игровым персонажем в игре Marvel Heroes.
- Является игровым персонажем в игре Lego Marvel Super Heroes 2.

## Критика
- По версии сайта Top10List.org в 2009 Чёрный Гром занимает седьмое место в списке десяти лучших супергероев[31].
- Журнал Wizard поставил Чёрного Грома на 105 место в списке 200 величайших персонажей комиксов[32].